# Iglesia de San José Obrero (Gros Islet)
La Iglesia de San José Obrero (en inglés: Church of St. Joseph the Worker) es el nombre que recibe un edificio religioso que pertenece a la iglesia católica y se encuentra ubicado en la localidad de Gros Islet en el distrito del mismo nombre en el extremo norte de la isla y nación caribeña de Santa Lucía.
El templo sigue el rito romano o latino y es parte de la Arquidiócesis metropolitana de Castries (Archidioecesis Castriensis). Su historia se remonta a los primeros misioneros que llegaron al lugar en 1749, aunque no se conoce con precisión la fecha en que fue construida la primera iglesia se cree que fue en 1771. en 1778 la capilla fue reemplazada por una iglesia. En 1850 se inició la construcción de otra iglesia que fue concluida en 1876 siendo dedicada a San José. La presenta iglesia fue consagrada en 1967.